# Christopher Caudwell
Christopher Caudwell, pseudonimo di Christopher St John Sprigg (Wandsworth, Londra, Inghilterra, 20 ottobre 1907 – Jarama, Madrid, Spagna, 12 febbraio 1937), è stato un attivista, scrittore, poeta, critico letterario, intellettuale e filosofo marxista inglese.

## Biografia
Christopher St John Sprigg è nato a Wandsworth, Londra, il 20 ottobre 1907, da una famiglia cattolica romana. Frequentava la Scuola di San Benedetto ad Ealing e poi un'altra scuola, che abbandono all'età di 15 anni (nel 1922) poiché suo padre, Stanhope Sprigg, perse il suo lavoro di redattore letterario al Daily Express. Si trasferì con suo padre nel nord dell'Inghilterra, a Bradford e iniziò a lavorare come giornalista per lo Yorkshire Observer, dove lavorò per tre anni, e poi come redattore della British Malaya.
Secondo la visione tradizionale, Caudwell era in gran parte autodidatta, studiando storia e filosofia presso la Biblioteca di Londra. Negli anni '30 scrisse sette romanzi polizieschi e diversi saggi.
Due anni dopo fondò insieme al fratello una casa editrice aeronautica. Pubblicò anche articoli sulle automobili e progettò un ingranaggio a variazione continua.
Oltre alla sua attività di ingegnere aeronautico e redattore di libri specializzati e della rivista Aircraft Engineer, scrisse sette romanzi gialli, racconti e poesie. Nel maggio 1935 fu pubblicato il romanzo This my hand con lo pseudonimo di “Caudwell”. Nella prima parte del suo romanzo ha creato una versione femminile romanzata del proprio "io" nel personaggio di Selly Harrison (non è solo questo personaggio ad essere autobiografico).
Caudwell si interessò al marxismo nel 1934 e iniziò a studiarlo con “straordinaria intensità”. Dall'estate del 1935 Caudwell (in Cornovaglia) aveva studiato in dettaglio gli scritti di Marx, Engels e Lenin. Nell'estate del 1935 scrisse il suo primo libro marxista intitolato Illusion and Reality: A Study of the Sources of Poetry (Illusione e realtà: Uno studio sulle fonti della poesia), un modello di critica letteraria marxista, pubblicato da Macmillan. Tornato nella capitale si iscrisse al Partito Comunista di Gran Bretagna a Poplar, nell'East End di Londra.
Dopo un viaggio a Parigi e il contatto con il Movimento del Fronte Popolare di sinistra in Francia, tornò a Londra, revisionò Bourgeois Illusion and Reality (Illusione borghese e realtà) e iniziò a lavorare a he Crisis of Physics (La crisi della fisica) che pubblicherà nel 1936. Caudwell era uno scrittore disciplinato che organizzava meticolosamente la sua giornata di lavoro.

### Morte
L'11 dicembre 1936 si recò in Spagna, unendosi alla Brigata internazionale britannica al Battaglione britannico della XV Brigata Internazionale per partecipare alla guerra civile spagnola. Si addestrò come mitragliere nella base di Albacete, prima di diventare istruttore di mitragliatrici e delegato politico. Curò anche un diario di propaganda della battaglia.
Caudwell morì in combattimento il 12 febbraio 1937, nel suo primo giorno di battaglia del Jarama, mentre copriva la ritirata dei suoi compagni da una torbiera tenuta dalle truppe marocchine di Franco. Le sue opere di ispirazione marxista furono pubblicate postume. Suo fratello Theodore aveva cercato di convincere il Partito a chiamarlo per la presentazione della sua opera Illusion and Reality, tramite il segretario generale Harry Pollitt.
Secondo la rivista socialista Monthly Review, Caudwell il 12 febbraio 1937 “fu ucciso dai fascisti nella valle di Jarama durante la guerra civile spagnola. Morì in una postazione di mitragliatrice, a guardia della ritirata dei suoi compagni del Battaglione britannico della Brigata Internazionale”.
Lo storico marxista E. P. Thompson ha scritto di Caudwell: “Non è difficile vedere Caudwell come un fenomeno — come una straordinaria stella cadente che attraversa la notte empirica dell'Inghilterra — come un segno premonitore di un marxismo più sofisticato il cui vero annuncio fu ritardato fino agli anni Sessanta”. Anche l'accademico marxista John Bellamy Foster ha attribuito a Caudwell “risultati intellettuali mozzafiato in un breve periodo di tempo”.
Nella sua introduzione del 1942 a The Fury of the Living (La furia dei viventi), una raccolta di poesie di John Singer, Hugh MacDiarmid definì Caudwell (insieme a John Cornford, un altro giovane scrittore ucciso combattendo in Spagna), una delle “poche eccezioni ispirate” dai “poeti di sinistra delle classi agiate”.

### Eredità
Le idee di Caudwell ebbero un certo impatto sul dibattito culturale e marxista degli anni Quaranta nel Regno Unito. La sua influenza si riflette in Aeschylus and Athens (1941) e Marxism and Poetry (1945) del filosofo George Derwent Thomson, che a sua volta difende Caudwell dalle accuse di eterodossia da parte dei pensatori e teorici sovietici e del Partito Britannico. Lo storico della New Left E. P. Thompson ne rivendicherà in seguito la figura e l'eredità negli anni Settanta.
In Inghilterra e in Germania lo studio dei suoi scritti è ancora piuttosto marginale; negli Stati Uniti, invece, René Wellek e Peter Demetz lo definiscono “l'unico serio erede di Mehring e Plechanov” e “considerano un successo assoluto il suo tentativo di unire ‘marxismo e antropologia’ in una nuova teoria delle origini della poesia”. Lo studio più approfondito su Caudwell è stato pubblicato da Samuel Hynes.
Il compositore tedesco Helmut Lachenmann ha scritto nel 1977 il brano Salut für Caudwell, in cui due chitarristi recitano, tra l'altro, un testo di Caudwell.

## Lavori

### Critiche
- A Study of the Sources of Poetry'' (1937)
- Studies in a Dying Culture (1938)
- The Crisis in Physics (1939)
- Further Studies in a Dying Culture (1949)
- Romance and Realism: A Study in English Bourgeois Literature (1970)
- Scenes and Actions (1986)
- Culture As Politics: Selected Writings of Christopher Caudwell (2017)

### Poesie
- Poems (1939)
- Collected Poems (1986)

### Brevi racconti
- Scenes and Actions (1986)
- Death at 8:30
- The Case of the Jesting Miser (non pubblicato)
- The Case of the Misjudged Husband

### Romanzi
Come Christopher St. John Sprigg:
- The Kingdom of Heaven (1929)
- Crime in Kensington/Pass the Body (1933)
- Fatality in Fleet Street (1933)
- The Perfect Alibi (1934)
- Death of an Airman (1934)
- The Corpse with the Sunburnt Face (1935)
- Death of a Queen (1935)
- This My Hand (1936)
- The Six Queer Things (1937)

### Altro
- The Airship: Its Design, History, Operation and Future (1931)
- British Airways (1934)

## Riferimenti
1. 1 2 3   Christopher Caudwell by Helena Sheehan, su web.archive.org, 6 luglio 2008. URL consultato il 27 settembre 2024 (archiviato dall'url originale il 6 luglio 2008).
2. ↑   Christopher Caudwell, su www.marxists.org. URL consultato il 27 settembre 2024.
3. ↑  (EN) Caudwell Christopher – Graham Stevenson, su grahamstevenson.me.uk. URL consultato il 27 settembre 2024.
4. ↑   Henry Stead e	Edith Hall, Between the Party and the Ivory Tower: Classics and Communism in 1930s Britain (PDF), su classicsandclass.info.
5. ↑   dx.doi.org,  http://dx.doi.org/10.17658/issn.2058-5462/issue-17/waslet/figure3. URL consultato il 27 settembre 2024.
6. ↑   Ingo Hamm e Wolf-Bertram von Bismarck, Extremes Nachwort, Carl Hanser Verlag GmbH & Co. KG, 9 novembre 2020,  pp. 327-329, ISBN 978-3-446-46697-5. URL consultato il 27 settembre 2024.
7. 1 2   Christopher Pawling, Christopher Caudwell, 1989, DOI:10.1007/978-1-349-20340-6. URL consultato il 27 settembre 2024.
8. 1 2  (EN) Filed: News, Monthly Review | 75 Years after the Death of Christopher Caudwell, su Monthly Review, 12 febbraio 2012. URL consultato il 27 settembre 2024.
9. ↑   Abraham Batalla Gavaldà, Ana María Bofill Ródenas e Raúl Montoliu Colás, Relació entre la freqüència cardíaca i el marcador durant una fase de descens, in Apunts Educació Física i Esports, n. 132, 1º aprile 2018,  pp. 110-122, DOI:10.5672/apunts.2014-0983.ca.(2018/2).132.08. URL consultato il 27 settembre 2024.
10. ↑   Selected Essays of Hugh MacDiarmid, University of California Press, 31 dicembre 1969, ISBN 978-0-520-33574-5. URL consultato il 27 settembre 2024.
11. ↑   E. P. Thompson, Cristopher Caudwell, 2000, ISBN 84-8432-102-9.
12. ↑  (EN) Moonstone Press,  https://moonstonepress.co.uk/christopher-st-john-sprigg/. URL consultato l'11 marzo 2024.